# Muzikál

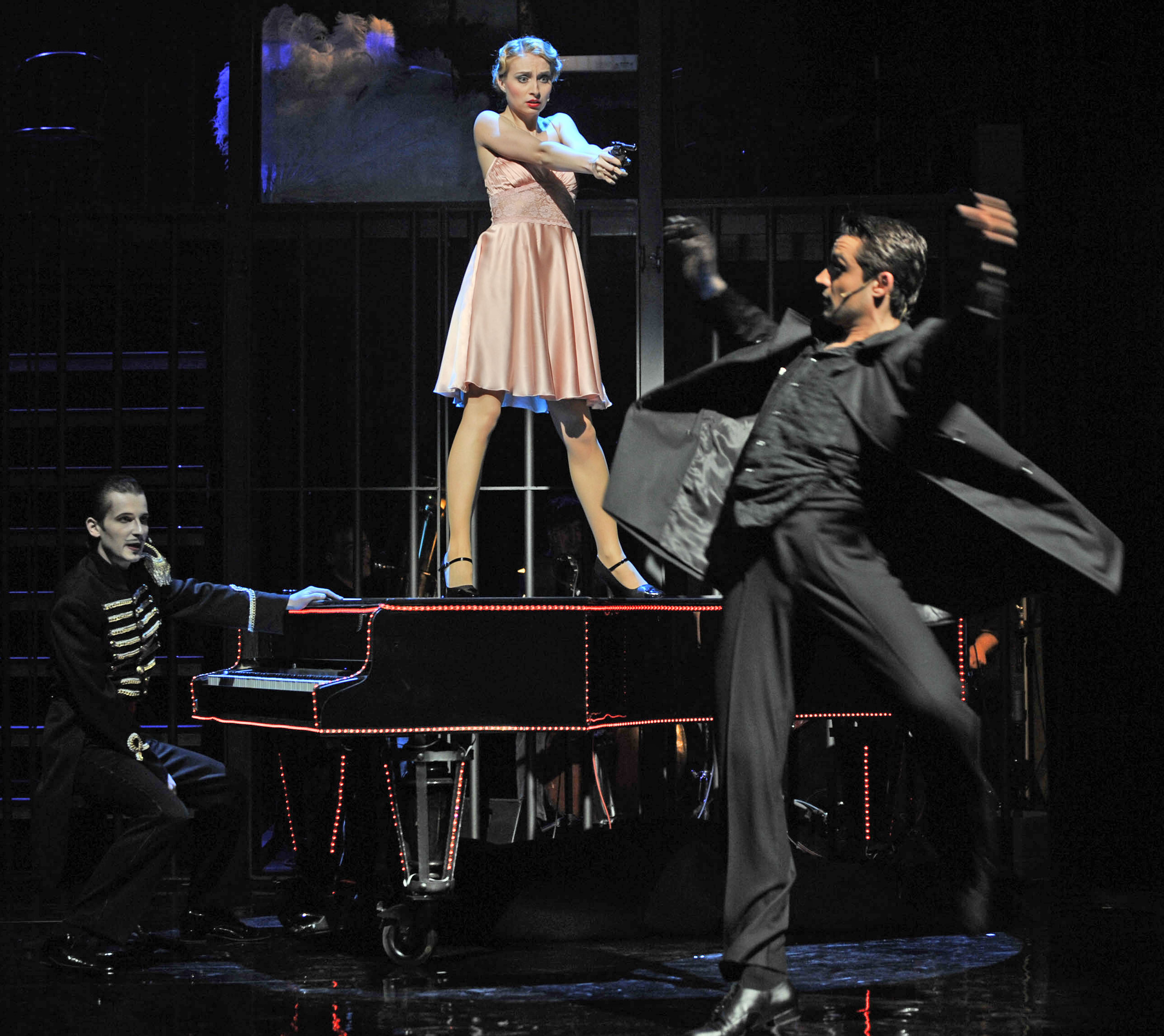
Muzikál Chicago v Městském divadle Brno

Muzikál je syntetický dramatický žánr, jenž spojuje literaturu a hudbu.
Slovo muzikál má vícero významů a může označovat též muzikálový film (tj. filmovou adaptaci muzikálu coby dramatického díla) anebo divadelní inscenaci muzikálu, případně též muzikálové divadlo jako druh divadla (vedle činohry, opery a baletu). Všechny tyto významy slova muzikál je nutno rozlišovat.
O muzikálových hercích platí, že musí být dobří činoherci, zpěváci i tanečníci zároveň. Muzikál může být celozpívaný, nebo se v něm střídají zpěv a mluvené slovo. Stejně tak může být muzikál celotančený (vznikla i představení, jež se více blíží baletu) nebo v něm nemusí být balet obsažen vůbec.
Slovo muzikál pochází zkrácením anglického slovního spojení musical comedy, které označovalo v 1. pol. 20. století revue s humoristickými a pěveckými čísly, jež mnohdy neměla souvislý děj.

## Historie
Muzikál vznikl v USA z různorodých kořenů, z nichž významnou složkou byly opereta, ale také singspiel, revue (výše zmíněná musical comedy) apod.
Jako první muzikál vůbec je označována Show boat (česky Loď komediantů) z roku 1927 v New Yorku, přesněji na Brodwayi, jež kromě písní obsahuje i jednotící příběh herců putujících po Mississippi a vyjadřuje se i k rasovým otázkám v americké společnosti. Úspěch Show boat podnítil řadu dalších autorů k práci, takže od 30. let do současnosti vznikly stovky nejrůznějších hudebních produkcí.
Hudební výraz muzikálu byl postupně ovlivňován jazzem, klasickou hudbou, rockem a moderní pop music. Nejdůležitějším místem vývoje muzikálu byla newyorská Broadway a její divadla. Řada muzikálů byla později úspěšně zfilmována.

## Světové muzikály
Většina celosvětově známých muzikálů měla premiéru na Broadwayi. V tzv. zlaté éře muzikálu (od 40. do 60. let 20. století) vznikla řada dodnes populárních děl. K jeho obrovskému rozmachu přispěli hudební géniové jako George Gershwin, Jerome Kern, Irving Berlin, Cole Porter a Richard Rodgers. Gershwinovo dílo Ženuško má, buď hodná (1924) ještě relativně korespondovalo s úspěšnými operetami, ovšem Loď komediantů od Jeroma Kerna, napsaná o tři roky později, přinesla na Broadway novou kvalitu a stala se milníkem v historii muzikálu. Od 60. let se objevují konkurenceschopná díla rovněž v Londýně, první vlaštovkou byl Oliver! Lionela Barta. Dnes je tvorba těchto dvou metropolí více méně vyrovnaná. Ojediněle vyprodukovala kvalitou a popularitou srovnatelná představení rovněž Francie a Německo. V Evropě převzaly americké muzikály vedoucí úlohu po druhé světové válce.

## České muzikály
Hudební a divadelní vědci obvykle označují za jediný muzikál srovnatelný kvalitou se zahraniční muzikálovou produkcí filmový muzikál Starci na chmelu. Do roku 1989 však vznikla celá řada tzv. hudebních komedií, ve kterých se nejen zpívá, ale i tančí. Některé z nich se staly doslova kultem a jejich písně jsou dodnes velmi populární. Od 90. let byly v Česku více produkovány zahraniční i původní muzikály, jednalo se často o divácky úspěšná díla. Ta se však velmi liší svojí kvalitou. Především jsou jasně patrné velké rozdíly mezi původními muzikály, které vznikají na stálých divadelních scénách po celém Česku. V městských a oblastních divadlech bývají muzikálové produkce kvalitnější, většinou se obejdou bez mediální podpory a jsou do nich obvykle obsazováni stálí herci jednotlivých divadelních souborů. Na rozdíl od toho vznikla v Česku i řada čistě komerčních muzikálů, které sází na bohatou výpravu a obsazování známých tváří a rozsáhlou mediální kampaň, avšak jejich kvalita bývá často problematická. Mezi komerčně nejúspěšnější české muzikály patří Dracula, Monte Cristo, Krysař, Johanka z Arku, Hamlet, Tři mušketýři, Kleopatra a ostatní.